# Robert Enke
Robert Enke (24. august 1977 i Jena, Østtyskland – 10. november 2009) var en tysk fodboldspiller, der spillede som målmand hos Bundesliga-klubben Hannover 96. Han kom til klubben i 2004 fra den spanske storklub FC Barcelona. Tidligere spillede han desuden for FC Carl Zeiss Jena og Borussia Mönchengladbach i Tyskland samt portugisiske SL Benfica, ligesom han under sit ophold hos FC Barcelona var udlejet i kortere perioder til såvel CD Tenerife som tyrkiske Fenerbahçe SK.
Robert Enke begik selvmord den 10. november 2009 ved at hoppe ud foran et tog.

## Karriere

### Carl Zeiss Jena
Robert Enke startede sin karriere i hjembyen Jena i klubben Carl Zeiss Jena, hvor han arbejdede sig op til førsteholdet i løbet af 1995-1996 sæsonen. Han debuterede som professionel fodboldspiller den 11. november 1995, mod Hannover 96 i den tyske Bundesliga. Enke spillede kun tre kampe i løbet af november 1995.

### Borussia Mönchengladbach
Enke kom til Borussia Mönchengladbach i sommeren 1996. Her tilbragte han to sæsoner i Borussia Mönchengladbach på klubbens U-23 hold. Hans chance for at blive førstemålmand for klubben kom kort før 1998-99-sæsonen, hvor klubbens legendariske målmand Uwe Kamps blev skadet, og den nye træner Friedel Rausch gav Enke chancen for førsteholdsdebut for klubben. Hans første kamp i Bundesligaen med Borussia Mönchengladbach fandt sted den 15. august 1998 i en 3-0 sejr over Schalke 04, som bragte Borussia Mönchengladbach til tops i den tyske liga.

### SL Benfica
Robert Enke kom i 1999 til SL Benfica. Klubbens træner var Jupp Heynckes, der straks udnævnte Enke til anfører. Hans tid i Portugal blev turbulent, fordi klubben skiftede træner tre gange i løbet af tre sæsoner og opnåede sin hidtil laveste ligaplacering (nr. 6) og endvidere var præget af økonomiske vanskeligheder, som skyldes høje spillerlønninger. På trods af disse problemer var Enke attraktiv hos en række europæiske storklubber, blandt andet Arsenal FC, Atletico Madrid og Manchester United.

### FC Barcelona
Da han ikke kunne blive enig med Benfica om en fornyelse af sin kontrakt, tog Enke imod et tilbud fra Spanien, hvor han kom til storklubben FC Barcelona i juni 2002 på en tre-årig kontrakt. Livet i Barcelona viste sig svært for Enke, som endte med at være andetvalg efter Roberto Bonano. Hans debut udstillede problemerne, da klubben ydmygende blev slået ud af den spanske pokalturnering mod Novelda CF, og hvor Enke blev kritiseret af holdkammeraten Frank de Boer for sin rolle heri. Da FC Barcelona havde fået Frank Rijkaard som træner i stedet for Louis van Gaal, blev Enke udlånt til den tyrkiske klub Fenerbahce, og som en del af den aftale kom Rüştü Reçber til FC Barcelona. Enkes karriere fortsatte imidlertid nedad, da han kun opnåede at spille en enkelt kamp for Fenerbahce, der gav et 0-3 nederlag til Istanbulspor. Klubbens egne fans overdængede ham med lightere og flasker og beskyldte ham for dette bitre nederlag. Disse scener bevirkede, at Enke straks forlod klubben, så hans planlagte et-årige udlån ikke blev til noget, og han vendte tilbage til FC Barcelona. Efter fire måneder i Barcelona, hvor han end ikke var med i førsteholdstruppen, blev Robert Enke udlånt til CD Tenerife i januar 2004 for resten af sæsonen.

### Hannover 96
Enke vendte tilbage til sit hjemland Tyskland, hvor han kom til Hannover 96 i juli 2004 på en fri transfer. Her blev han hurtigt etableret som klubbens førstevalg på målmandsposten, og han blev senere kåret til den bedste målmand i ligaen af sine kolleger.
I december 2006 underskrev han en kontraktforlængelse med Hannover 96, der løb til udgangen af 2009-10 sæsonen. Han blev valgt som holdkaptajn af sine holdkammerater for sæsonen 2007-08, en rolle som han stod til at beholde i resten af sin karriere.
Enke spillede i alt 164 kampe for Hannover 96. Sin sidste kamp spillede han den 8. november 2009, hvor det blev til 2-2 hjemme mod Hamburger SV, blot to dage før hans død.

## Landshold
Enke blev noteret for fem kampe for Tysklands landshold, som han debuterede for den 28. marts 2007 imod Danmark. Han blev efterfølgende udtaget til den tyske trup til EM i 2008 i Østrig og Schweiz, hvor tyskerne nåede finalen. Han var dog under hele turneringen reserve for førstevalget Jens Lehmann.

## Privatliv
Robert Enke var gift, og sammen med konen Teresa havde han en datter, Laura, der døde som to-årig den 17. september 2006 på grund af en medfødt hjertefejl. I maj 2009 adopterede de en pige, som de kaldte Leila. Enke boede med sin familie på en lille gård i Empede, nær Neustadt am Rübenberge i Tyskland indtil sin død. Enke var sammen med sin kone aktiv i kampen for dyrs rettigheder, og de havde selv mange kæledyr.

## Død
Den 10. november 2009 i en alder af bare 32 år begik Robert Enke selvmord, da han kastede sig ud foran et regionalt eksprestog i Eilvese, Neustadt am Rübenberge i Tyskland.. Politiet bekræftede senere, at der blev fundet et selvmordsbrev, men man ville ikke offentliggøre detaljerne omkring det. Hans enke Teresa afslørede, at Robert Enke havde været ramt af en depression i 2003 og igen i 2009, og at han var under behandling hos en psykiater, da han døde.
Ved meddelelsen om hans død strømmede mange fans straks til Hannover 96's stadion AWD-Arena for at lægge blomster, tænde lys og skrive i kondolencebøger for at vise deres medfølelse. Hans tidligere klub FC Barcelona holdt et minuts stilhed før deres kamp mod Cultural Leonesa, og der blev også holdt et minuts stilhed inden alle Bundesligakampe i spillerunden 21.-22- november samt ved Benficas næste kamp i Portugal. Hans klub Hannover 96 besluttede at ære ham ved aldrig mere at bruge hans trøjenummer, 1. Som tegn på respekt aflyste det tyske fodboldlandshold endvidere en venskabskamp mod Chile.
Ronald Reng skrev herefter en biografi, Et alt for kort liv - tragedien om Robert Enke, hvori han løftede sløret for nogle af de problemer Robert Enke gik og tumlede med, en bog der fik stor ros efterfølgende.

### Mindehøjtidelighed
Den 15. november 2009 deltog over 45.000 personer på et fyldt AWD-Arena i en mindegudstjeneste for ham.. Enkes kiste var dækket af hvide roser og blev båret af seks af hans holdkammerater fra Hannover 96. Han blev derefter begravet i Neustadt ved siden af graven med hans to-årige datter, Lara, der døde i 2006.